# Zvonce
Zvonce (Servisch cyrillisch Звонце) is een plaats in de Servische gemeente Babušnica. De plaats telt 254 inwoners (2002).